# Can-Can
Can-Can (prt/bra: Can-Can), também chamado de Cole Porter's Can-Can, é um filme estadunidense de 1960, do gênero comédia romântico-musical, dirigido por Walter Lang, com roteiro de Dorothy Kingsley e Charles Lederer baseado no espetáculo musical Can-Can, de Cole Porter e Abe Burrows.

## Sinopse
Em 1896, o cancã continuava banido de Paris por ter sido considerado escandaloso e enquadrado na Lei dos Bons Costumes de 1790, citada no filme. Isso não impediu a dona de um café, cujo advogado sempre a livrava de enrascadas, de continuar dançando para entreter os seus clientes. Mas tudo muda de figura um novo juiz resolve acabar com seu negócio.

## Elenco
- Frank Sinatra .... François Durnais

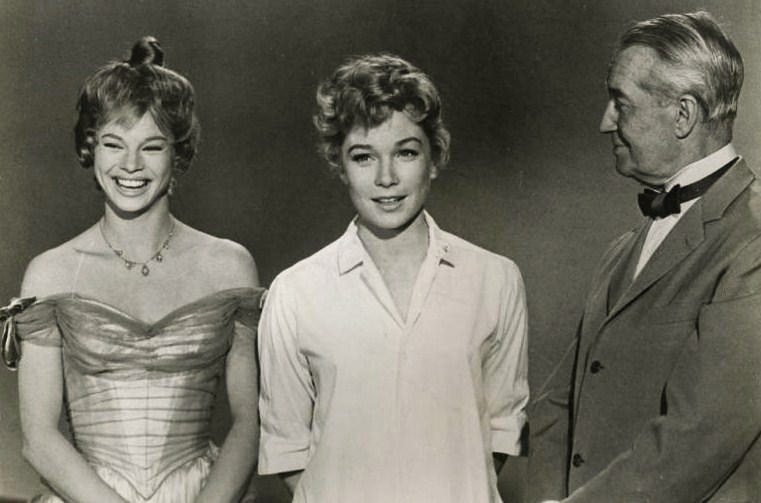
Juliet Prowse, Shirley MacLaine e Maurice Chevalier em foto publicitária do filme

- Shirley MacLaine .... Simone Pistache
- Maurice Chevalier .... Paul Barriere
- Louis Jourdan .... Philipe Forrestier
- Juliet Prowse .... Claudine
- Marcel Dalio .... Andre
- Leon Belasco .... Arturo
- Nestor Paiva .... Bailiff

## Prêmios e indicações
| Prêmio             | Categoria                         | Recipiente            | Resultado |
| ------------------ | --------------------------------- | --------------------- | --------- |
| Globo de Ouro 1961 | Melhor filme - comédia ou musical | Jack Cummings (prod.) | Indicado  |
| Oscar 1961         | Melhor figurino                   | Irene Sharaff         | Indicado  |
| Oscar 1961         | Melhor trilha sonora              | Nelson Riddle         | Indicado  |